# Kornblumenblau
Kornblumenblau – polski dramat filmowy z 1988 roku w reżyserii Leszka Wosiewicza. Scenariusz oparty był na książce Uspokoić sen autorstwa Kazimierza Tymińskiego, byłego więźnia KL Auschwitz (nr 25539). Zdjęcia plenerowe kręcono w Oświęcimiu i na Majdanku.

## O filmie
Tytułowy „Kornblumenblau” to pseudonim niemieckiego blokowego, który potrzebował muzyka, aby ten przygrywał mu ulubione melodie, zwłaszcza nostalgiczną pieśń pt. Kornblumenblau (pol. chaber) o nadreńskiej ojczyźnie, dziewczynach i winie.
Bohater, muzyk Tadeusz Wyczyński „Bławatek”, za działalność konspiracyjną został osadzony w obozie koncentracyjnym w Oświęcimiu, tu trafił na oddział doświadczalny, gdzie wstrzykiwano mu zarazki tyfusu. Odnalazł go blokowy, który poszukiwał więźnia potrafiącego grać na akordeonie. Jego talent został szybko dostrzeżony, chłopak szybko awansował w obozowej hierarchii, pracował jako muzyk i kelner. Od śmierci uratowało go wstawiennictwo żony komendanta. Po wyzwoleniu obozu trafił do pociągu przewożącego żołnierzy Armii Czerwonej, dla których zagrał Kalinkę.

## Obsada
- Adam Kamień – Tadeusz Wyczyński „Bławatek”
- Krzysztof Kolberger – blokowy „Kornblumenblau”
- Wiesław Wójcik – blokowy „Wesołek”
- Piotr Skiba – Włodek
- Andrzej Gawroński – kapo
- Andrzej Ferenc – pielęgniarz
- Erwin Nowiaszek – szef wydziału politycznego
- Andrzej Niemirski
- Marcin Troński – Moskwa, szef kelnerów
- Marek Chodorowski – szef kartoflarzy
- Zygmunt Bielawski – blokowy artystów
- Ewa Błaszczyk – żona komendanta
- Jerzy Rogalski – strażnik w bloku śmierci
- Włodzimierz Musiał – szef kuchni
- Adrianna Biedrzyńska – więźniarka
- Aleksander Mikołajczak – blokowy uczący piosenki

## Nagrody
Film był wielokrotnie nagradzany na festiwalach filmowych, m.in. na 15. Festiwalu Polskich Filmów Fabularnych w Gdyni.